# Барчус, Элиза
Элиза Барчус (Бархус) (англ. Eliza Barchus, полное имя Eliza Rosanna Lamb Barchus; 1857—1959) — американская художница-пейзажистка и педагог.

## Биография
Родилась 4 декабря 1857 года в Солт-Лейк-Сити, штат Юта. Её отец Абел Лэмб (Abel Lamb) умер, когда она была ещё маленькой. Её мать Элизабет Эснуф (Elizabeth Esnouf), вышла замуж за Джека Макдональда (Jack McDonald), и семья переехала в город Абилин, штат Канзас. Макдональд работал на строительстве железных дорог, поэтому семья часто меняла место жительства, путешествуя в фургоне. В своих путешествиях Элиза встречалась с Диким Биллом Хикоком.
В 1884 году художница начала брать уроки живописи у Уильяма Пэрротта, известного в то время художника Портленда. Через год она продала свою первую картину с изображением горы Рейнир за 1 доллар. В 1887 году Элиза выиграла золотую медаль на выставке Portland Mechanics Fair Art Exhibition за свою картину горы Худ, а в 1888 году получила серебряную медаль на Mechanics Fair за группу своих картин, написанных маслом. В 1890 году её картина с изображением горы Худ была редставлена на выставке Национальной академии дизайна в Нью-Йорке.
После 1890 года компания BB Rich, занимающаяся сигарами и сувенирами в отеле Портленд, согласилась выставлять и продавать картины Элизы Барчус. В результате этого соглашения было продано большое количество работ из наиболее продуктивного периода творчества художницы, который продлился примерно до 1920 года.
В 1901 году Барчус выставила несколько картин, написанных маслом, маслом на Панамериканской выставке в Буффало. Четыре года спустя она выиграла золотую медаль за «Лучшую коллекцию масляных картин пейзажей тихоокеанского побережья» на выставке Lewis and Clark Centennial Exposition в Портленде. С целью увеличения своего дохода, она продавала, в дополнение к полноразмерным картинам, цветные открытки и иллюстрированные брошюры с репродукциями своих работ. Эти маркетинговые методы помогли поддержать художнице семью после того, как она стала вдовой.
Много путешествуя по западу США с 1890-х по 1920-е годы, она рисовала вулканы Каскадного хребта, ущелья реки Колумбия, Йеллоустонские водопады, вершины гор Йосемитского национального парка, заливы Сан-Франциско, ледник Мьюир на Аляске и сотни других мест. Также, находясь в Портленде и во время своих путешествий, она преподавала уроки рисования дома и в других городах США.
Художница работала до середины 1930-х годов. Но ухудшающееся зрение и прогрессирующий артрит стали причиной окончания её богатой творческой карьеры.
Умерла 31 декабря 1959 года в Портленде, штат Орегон, и была похоронена на семейном участке кладбища Lone Fir Cemetery.
Двенадцать лет спустя дом Законодательное собрание Орегона назвало её «Художницей Орегона» («The Oregon Artist»). Работы Элизы Барчус находятся в Портлендском художественном музее, Историческом обществе Орегона, особняке Питтока, библиотеке Бэнкрофта Калифорнийского университета в Беркли, Историческом обществе Чикаго (ныне Чикагский исторический музей) и других местах.

## Семья
Элиза Барчус дважды была замужем: за Джоном Лэнсингом (John Vawter Lansing) и за Джоном Барчусом (John Hedges Barchus).
В первом браке у неё родились двое детей — Изабель (Белль) и Бланш, которая умерла в младенчестве. Во втором браке у неё родились — дочь Лилиан (умерла при рождении), затем сын Гарольд (1891) и дочь Агнес (1893), которая стала биографом своей матери.